# Dekanat Bardejów
Dekanat Bardejów (sł.: Dekanát Bardejov) – jeden z 19 dekanatów w rzymskokatolickiej archidiecezji koszyckiej na Słowacji.

## Parafie
W skład dekanatu wchodzi 15 parafii:
1. parafia Świętej Rodziny – Bardejów
2. parafia św. Idziego – Bardejów
3. parafia św. Wojciecha – Gaboltov
4. parafia Podwyższenia Krzyża Świętego – Hažlín
5. parafia św. Katarzyny Aleksandryjskiej – Hertník
6. parafia św. Józefa – Hraboviec
7. parafia Ofiarowania NMP – Kobyly
8. parafia św. Michała Archanioła – Kurima
9. parafia św. Leonarda – Lenartov
10. parafia św. Urszuli – Mohroluh
11. parafia św. Michała Archanioła – Osikov
12. parafia Narodzenia NMP – Raslavice
13. parafia św. Bartłomieja – Richvald
14. parafia św. Teresy – Vyšná Voľa
15. parafia św. Małgorzaty Antiocheńskiej – Zborov

## Sąsiednie dekanaty
Lipany, Stropkov. Dekanat graniczy także z położonym na terenie Polski dekanatem Dukla (arch. przemyska)